# Дальний Кулдос
Дальний Кулдос — река в Кемеровской области России. Устье реки находится в 581 км по левому берегу реки Иня. Длина реки составляет 17 км.

## Данные водного реестра
По данным государственного водного реестра России относится к Верхнеобскому бассейновому округу, водохозяйственный участок реки — Иня, речной подбассейн реки — бассейны притоков (Верхней) Оби до впадения Томи. Речной бассейн реки — (Верхняя) Обь до впадения Иртыша.

### Притоки (км от устья)
- 0,3 км: река Ближний Кулдос